# Маленький, большой
«Маленький, большой, или Парламент фейри» (англ. Little, Big: or, The Fairies' Parliament) — роман в жанре фэнтези, написанный американским писателем Джоном Краули и опубликованный в 1981 году. Роман выиграл Всемирную премию фэнтези за 1982 год и был номинирован на все основные премии жанра.

## Сюжет
Роман рассказывает о семье Дринкуотеров, живущей в эксцентричном загородном доме недалеко от большого города (подразумевается Нью-Йорк), связанном с волшебным скрытым миром Фэйри.

## Отзывы
Гарольд Блум включил роман в свою книгу «Западный канон» (англ. The Western Canon), назвав «незамеченным шедевром и наилучшим приближением к историям про Алису после Льюиса Кэрролла». Блум также заметил, что, согласно их переписке, поэту Джеймсу Мерриллу очень понравился «Маленький, большой».
Томас Диш описал «Маленький, большой» как «лучший роман в жанре фэнтези на все времена, и точка». Урсула Ле Гуин назвала роман «книгой, которая сама по себе меняет определение фэнтези». В книге «Modern Fantasy: The 100 Best Novels» Дэвид Прингл описал роман как «architectonic sublimity» и заметил, что «автор с неизгладимым мастерством играет на эмоциях восхищения, загадки и очарования». Пол Ди Филиппо отметил, что «сложно представить себе более удовлетворительную работу, как на артистическом, так и на эмоциональном уровне».

## Награды и номинации
| Награды и номинации | Награды и номинации                             | Награды и номинации  | Награды и номинации | Награды и номинации |
| Год                 | Награда                                         | Категория            | Результат           |                     |
| ------------------- | ----------------------------------------------- | -------------------- | ------------------- | ------------------- |
| 1981                | Премия «Небьюла»                                | Лучший роман         | Номинация           |                     |
| 1982                | Всемирная премия фэнтези                        | Лучший роман         | Победа              |                     |
| 1982                | Премия «Локус»                                  | Лучший роман фэнтези | Номинация           |                     |
| 1982                | Премия «Хьюго»                                  | Лучший роман         | Номинация           |                     |
| 1982                | Премия Британской ассоциации научной фантастики | Лучший роман         | Номинация           |                     |
| 1982                | Мифопоэтическая премия                          | Лучший роман         | Победа              |                     |